# Sjardara
Sjardara (ryska: Шардара) är en ort i Kazakstan.   Den ligger i oblystet Sydkazakstan, i den södra delen av landet, 1 100 km söder om huvudstaden Astana. Sjardara ligger 298 meter över havet och antalet invånare är 25 356.
Terrängen runt Sjardara är huvudsakligen platt. Sjardara ligger uppe på en höjd. Runt Sjardara är det mycket glesbefolkat, med 5 invånare per kvadratkilometer. Det finns inga andra samhällen i närheten. Trakten runt Sjardara består i huvudsak av gräsmarker.